# Тіруккурал

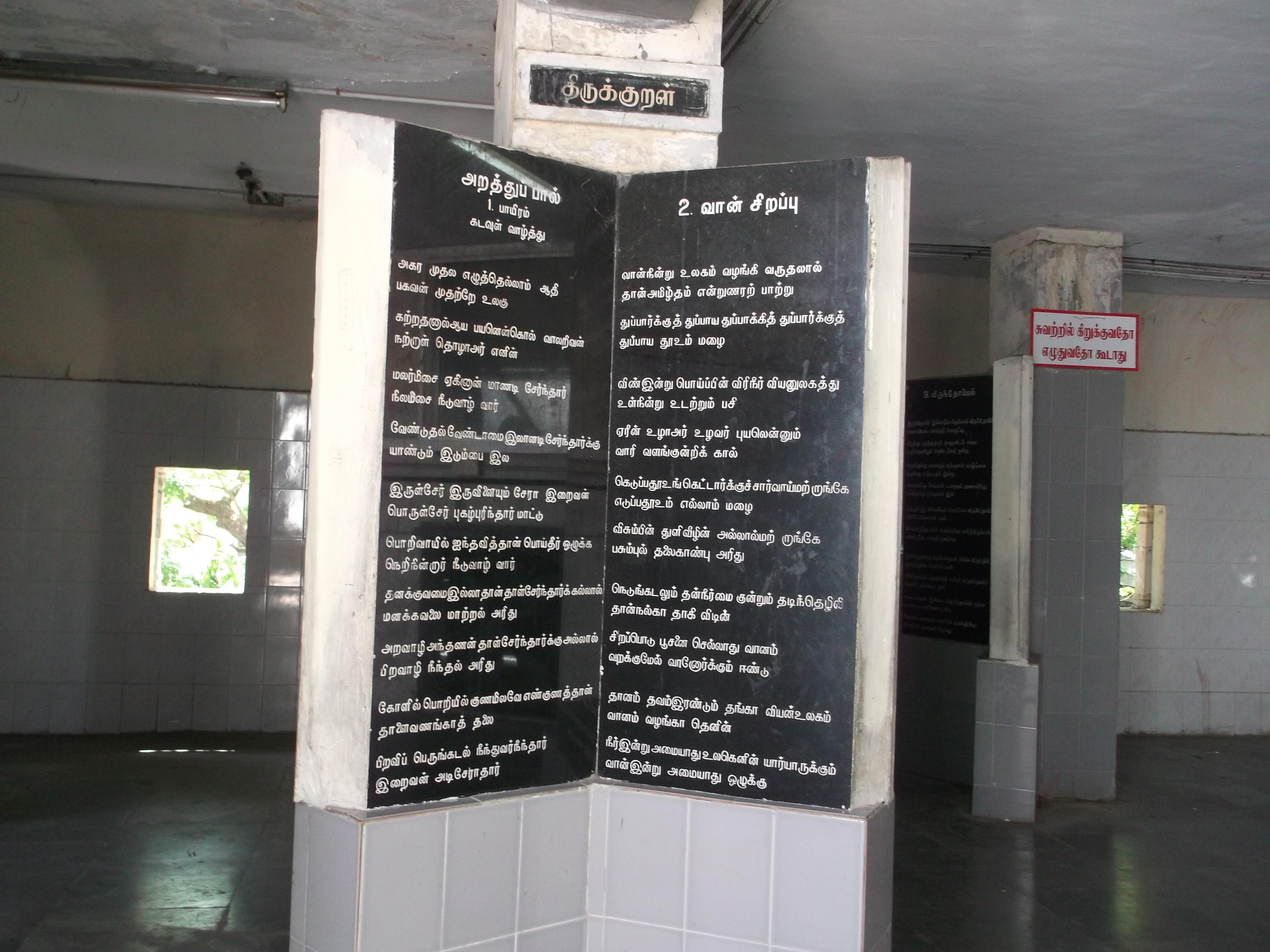
«Тіруккурал»

Тіруккурал (திருக்குறள், Священні курали) — збірка віршованих афоризмів тамільською мовою, авторство якої приписують поету та філософу Тіруваллувару. Це одна з найбільш шанованих книг на Півдні Індії. Відсутність релігійного фанатизму, глибина і оригінальність суджень зробили її популярною серед усіх верств тамільського суспільства. Має великий вплив на тамільську культуру, «Тіруккурал» нерідко називають «тамільською Ведою».

## Зміст
Складається з 1330 куралів (віршів певного метричного зразка), що поділяються на 3 частини, відповідаючим трьом традиційним цілям життя стародавнього індуса: дхармі, артхі та камі.
У першій частині «Тіруккурала» зібрані афоризми про моральну сутність людини. У центрі уваги — ідеальний турботливий сім'янин, гостинний господар. Говорячи про доброчесну поведінку, автор не дотримується якої-небудь певної релігійної доктрини. Втім, в деяких випадках можна помітити джайнську або буддійську спрямованість висловлювань, але в цілому з різних навчань автор вибирає те, що найбільшою мірою відповідає його широким гуманістичним поглядам. Так, у творі є глави про любов, гостинність, подяку, доброту, незлобивость, щедрість серця.
Друга частина «Тіруккурала» присвячена громадській діяльності людини. Тут трактуються питання державного устрою, обов'язків чиновника і царя, методи правління тощо У цій частині виявилося знання Тіруваллуваром санскритського трактату «Артхашастра». Однак істотна відмінність пам'ятників полягає в тому, що «Артхашастра» пропонує точно розроблені норми поведінки, тоді як Тіруваллувар більше цікавить філософська і моральна їх основа. Його судження являють собою оцінку тих чи інших явищ з точки зору якогось високого ідеалу, що, втім, не заважає бачити в них глибоку практичну мудрість людини, що володіє великим життєвим досвідом. Ця частина в значній мірі присвячена не стільки суспільних обов'язків людини, скільки головним принципам життя і поведінки. Тут містяться глави про вчення, про мудрість, про перемогу вад, про дружбу, про безстрашність в біді.
Третя частина «Тіруккурала» присвячена любові, втім вона відходить від прямої дидактики і описує розвиток любовного почуття в традиціях класичної поезії ахам. Канонічна образність проявляються тут цілком чітко. Ця частина дає перший в тамільській поезії зразок жанру «ковей» («гірлянда»), потім широко поширеного в середньовічній поезії і являє собою послідовний ланцюг епізодів, які малюють розвиток взаємин закоханих.
Любов постає в «Тіруккурале» як сильне, всепоглинаюче почуття. Автор передає різні, досить тонкі душевні рухи героїв і в цьому відношенні перевершує більш ранніх поетів. Глави третьої частини являють собою серію варіацій, темою кожній з яких обрана та чи інша ситуація: «наближення до прекрасної богині», «безутішно в розлуці», «бесіда з серцем».